# هرزوگنراس
شهر هرزوگنراس در ایالت نوردراین-وستفالن در کشور آلمان واقع شده‌است.

## نگارخانه

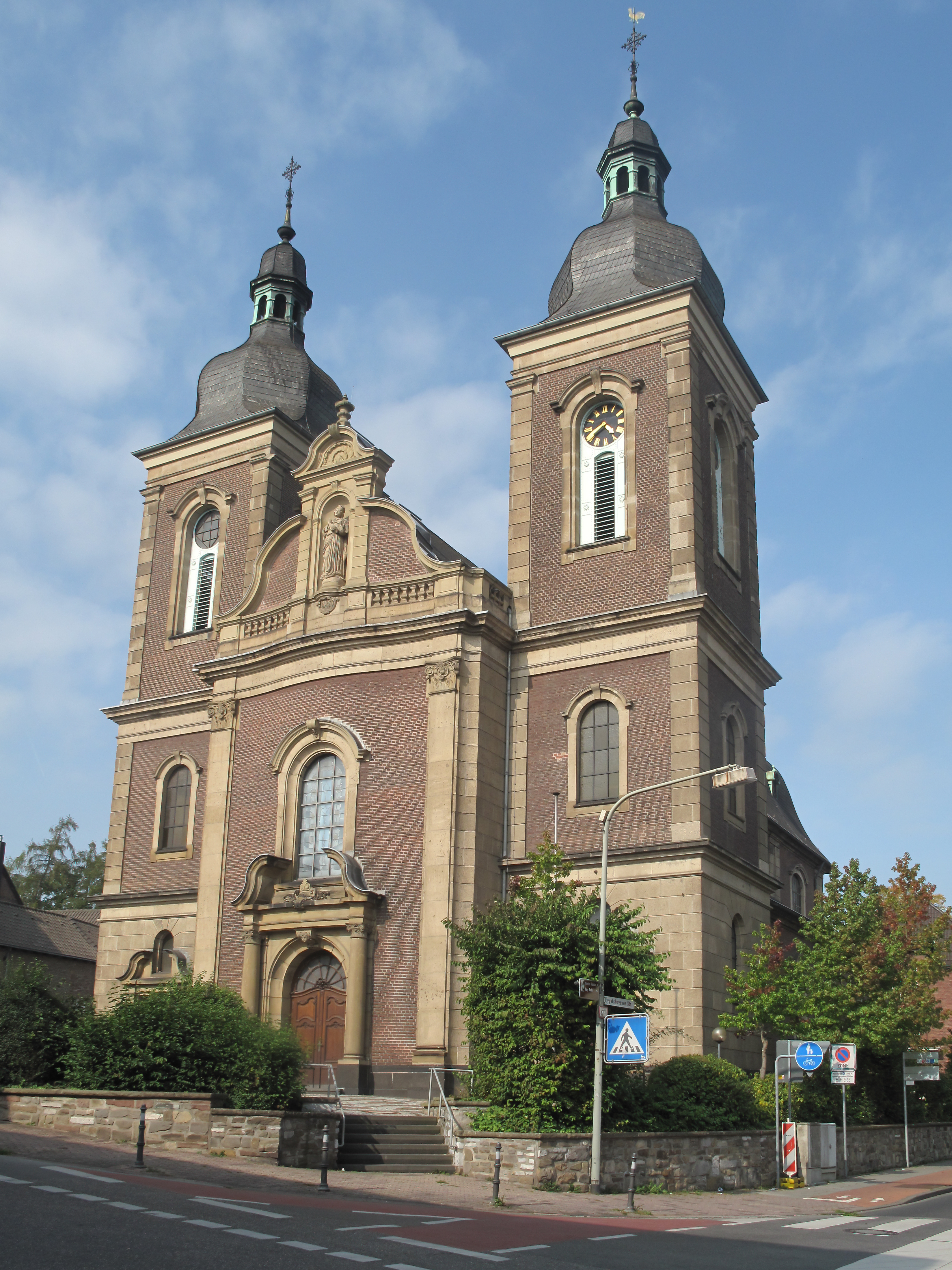
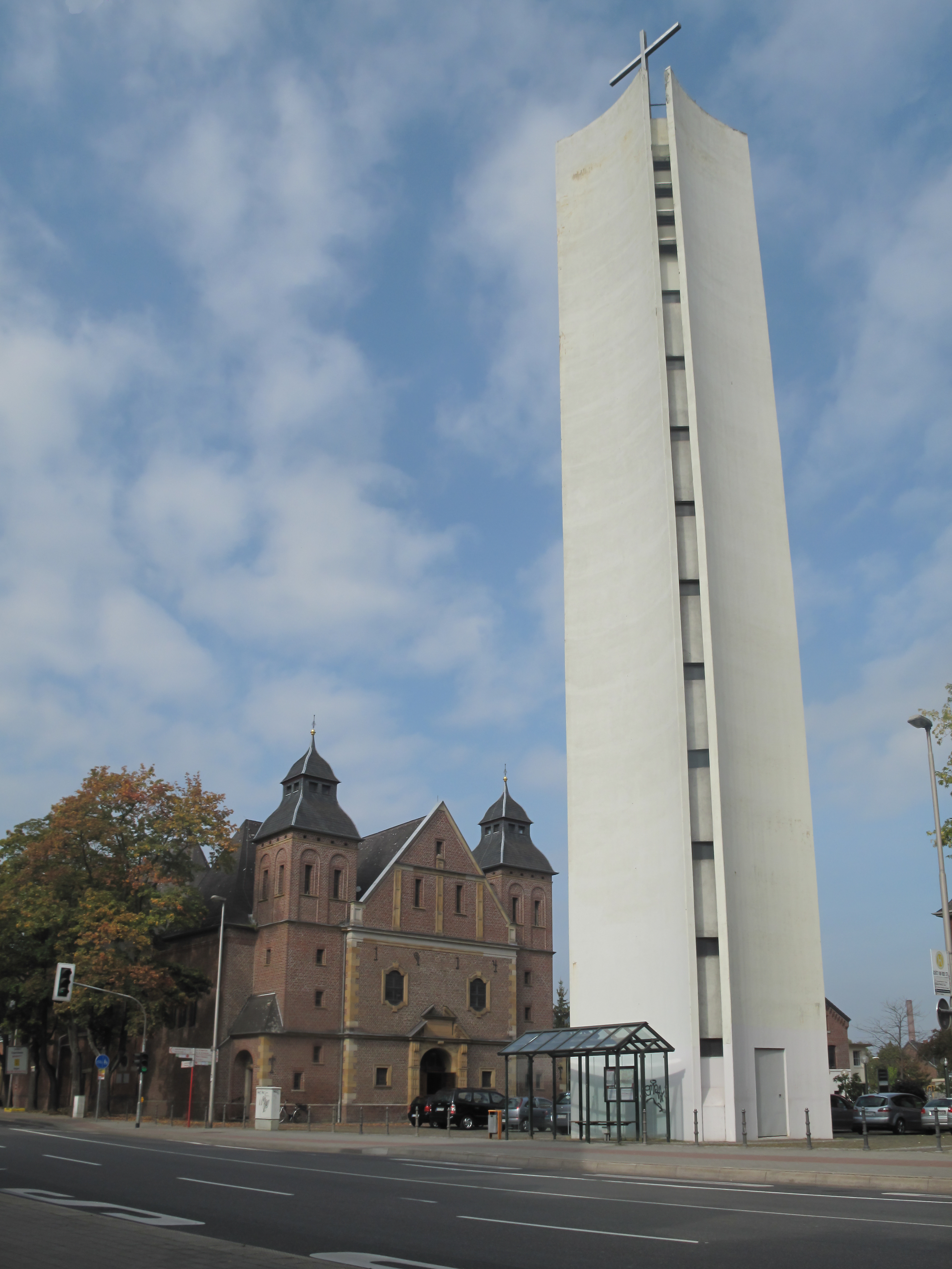
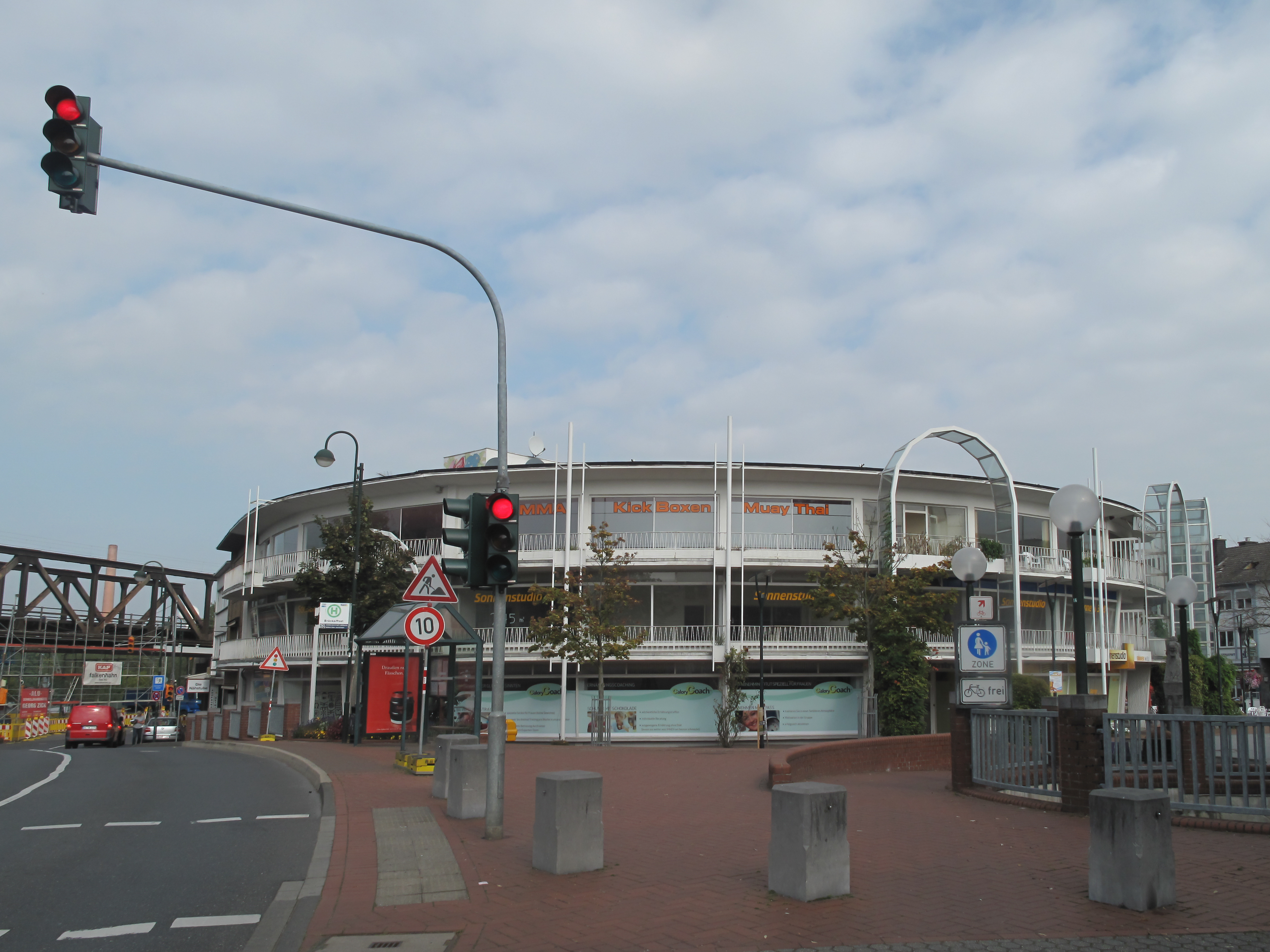